# جامعة القدس المفتوحة
جامعة القدس المفتوحة، طرحت فكرتها عام 1975 لسد احتياجات الفلسطينيين للتعليم العالي بطلب من منظمة التحرير الفلسطينية، حيث قامت اليونسكو بإعداد دراسة الجدوى للجامعة عام 1980 وأقرت الدراسة من قبل المؤتمر العام لليونسكو.
في بدأت نهاية عام 1985، افتتح المقر المؤقت للجامعة في عمّان حيث أعدت الخطط الدراسية والبرامج الأكاديمية. وفي عام 1991 باشرت الجامعة تقديم التعليم للفلسطينيين ونقل المركز إلى مدينة رام الله، وأنشئت مراكز دراسية في المدن الفلسطينية الكبرى. الدفعة الأولى تخرجت عام 1997. ووصل عدد الطلاب إلى ما يقارب الحوالي خمسة وستون الف في عام 2008.
للجامعة فروع داخل فلسطين وخارجها حيث تسعى الجامعة لتقديم خدماتها لكافة قطاعات الشعب الفلسطيني والعرب اينما تواجد وضمن الإمكانات والظروف التي تتيحها الدول. وتستعد الجامعة لافتتاح فرع لها للجالية العربية في ألمانيا.
وتسعى إدارة الجامعة إلى فتح أبواب التسجيل للماجستير في تخصصات عدة ابتداء من عام 2011.

## نشأة الجامعة التاريخية
مرت نشأة جامعة القدس المفتوحة بثلاث مراحل هي: مرحلة التخطيط، مرحلة إعداد المناهج والمقررات، ثم مرحلة الوجود الفعلي على أرض فلسطين.

### المرحلة الأولى: مرحلة التخطيط
بدأ التفكير في إنشاء الجامعة عام 1975 انطلاقًا من احتياجات الشعب الفلسطيني للتعليم العالي في ظل ظروفه السكانية والاجتماعية والاقتصادية تحت الاحتلال الإسرائيلي وبطلب من منظمة التحرير الفلسطينية قامت منظمة اليونسكو بإعداد دراسة الجدوى لمشروع الجامعة والتي استكملت عام 1980 واقرها المؤتمر العام لليونسكو. وفي عام 1981 أقر المجلس الوطني الفلسطيني المشروع، إلا أن ظروف الاجتياح الإسرائيلي للبنان حال دون المباشرة في تنفيذه حتى العام 1985 م.

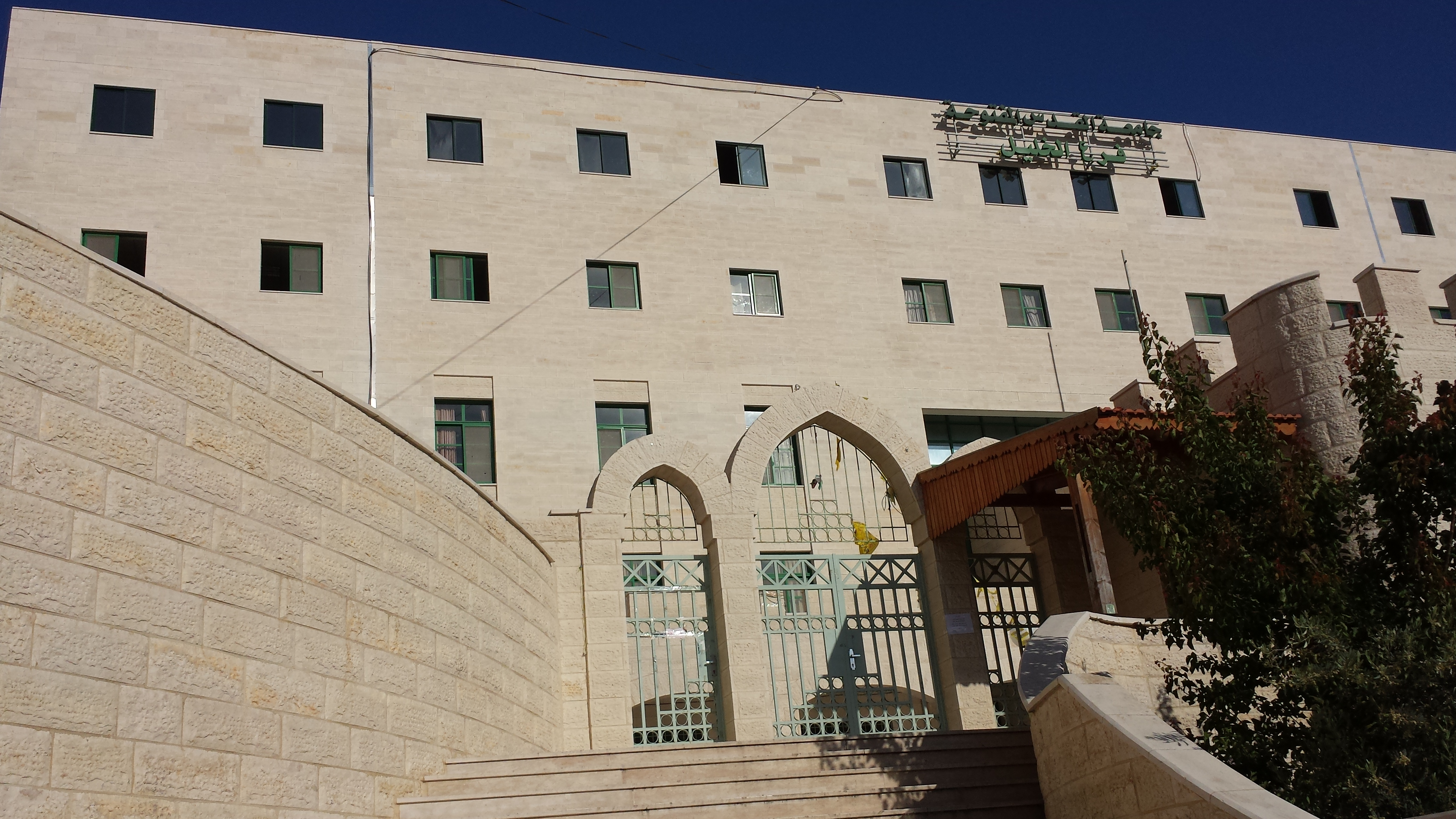
مبنى جامعة القدس المفتوحة- فرع الخليل

### المرحلة الثانية: مرحلة إعداد المناهج
بدأت في أواخر العام 1985، حين افتتح مقر مؤقت للجامعة في عمان بموافقة رسمية من وزارة الخارجية الأردنية، وقد تركز العمل خلال الفترة بين 1985-1991 على إعداد الخطط الدراسية والبرامج الأكاديمية واعتماد التخصصات العلمية فيها وإنتاج المواد التعليمية، وخاصة المطبوعة، الكتب الدارسية والوسائط التعليمية المساندة خاصة السمعية والبصرية.

### المرحلة الثالثة: مرحلة التنفيذ
بدأت في عام 1991، حيث باشرت الجامعة خدماتها التعليمية في فلسطين متخذة من مدينة القدس الشريف مقرًا رئيسًا لها وأنشأت مناطق تعليمية ومراكز دراسية في المدن الفلسطينية الكبرى، ضمت في البداية المئات من الدارسين وبدأ العدد بالازدياد سنويا إلى أن أصبح حوالي 61,000 ألفا في العام 2011 م. وقد خرجت الجامعة الكوكبة الأولى من طلبتها عام 1997. كانت هذه المرحلة في غاية الصعوبة، حيث شهدت منذ بداية ميلادها على أرض فلسطين تعاظم الانتفاضة الشعبية الفلسطينية التي تفجرت ضد الاحتلال الإسرائيلي في العام 1987، كما عانت من أثار حرب الخليج التي تسببت في حدوث أزمات مالية لها في أحلك الظروف السياسية والاجتماعية والاقتصادية للشعب العربي الفلسطينية. ومع ذلك، فقد استمرت مستمده عزيمتها من عزيمة قيادتها التاريخية المناضلة، في أداء رسالتها وتحقيق أهدافها لتبقى دائما مصباح نور في كل بيت، وكوكب معرفة يضئ أرجاء الوطن والأمة.
جامعة القدس المفتوحة أصبحت الرائدة في فن التدريس عن بعد من التخصصات التي استحدثت في الفترة الأخيرة تخصص الإدارة الصحية والتنمية الريفية.

## الكليات
يوجد في الجامعة سبعة كليات تمنح درجة البكالوريوس وكلية تمنح الدراسات العليا بتخصصين وهي:
- كلية التكنولوجيا والعلوم التطبيقية.
- كلية الزراعة.
- كلية التنمية الاجتماعية والأسرية.
- كلية العلوم الإدارية والاقتصادية.
- كلية العلوم التربوية.
- كلية الآداب.
- كلية الإعلام.
- كلية الدراسات العليا - تخصص اللغة العربية وآدابها وتخصص الإرشاد النفسي والتربوي.

## عضوية الجامعة
تتمتع جامعة القدس المفتوحة بالعضوية في كُل من الإتحادات العربية والدولية التالية:
- اتحاد الجامعات العربية
- اتحاد جامعات العالم الإسلامي
- المجلس الدولي للتعليم عن بعد
- الاتحاد الآسيوي للجامعات المفتوحة
- منظمة الفضاء الرقمي المفتوح لحوض البحر الأبيض المتوسط

## فروع الجامعة

### داخل فلسطين
لها العديد من الفروع في فلسطين ومنها:
فرع الخليل، يطا، دورا، بيت لحم، رام الله، البيرة، أريحا، سلفيت، قلقيلية، نابلس، طوباس، طولكرم، جنين، غزة، شمال غزة، الوسطى، خان يونس، رفح، مركز العيرزية.

### خارج فلسطين
- عمّان

## رؤساء الجامعة
| الترتيب | الاسم                     | صورة | تاريخ البدء    | تاريخ الانتهاء |
| ------- | ------------------------- | ---- | -------------- | -------------- |
|         | يونس مرشد يونس عمرو       |      | 2000           | 2021           |
|         | سمير النجدي (Q110701173)  |      | 26 يناير 2022  | 2024           |
|         | إبراهيم محمود رشيد الشاعر |      | 31 أكتوبر 2024 | لا يزال        |

## وصلات خارجية
- الموقع الرسمي للجامعة
- منتديات طلاب القدس المفتوحة
- صفحة طلاب القدس المفتوحة